# Ijohajocis
Ijohajocis (jap. イヨハイオチシ iyohaiochishi; pieśni wyrażające smutek) – gatunek literacki wywodzący się z tradycji ajnuskiej. W klasyfikacji ustnej literatury ajnuskiej, przedstawionej przez Itsuhiko Kuboderę został umieszczony wśród gatunków lirycznych. Niektórzy badacze (np. Bronisław Piłsudski) nie wymieniają go w swoich pracach.